# رینو ایلیانو
رینو ایلیانو (انگلیسی: Rino Iuliano؛ زادهٔ ۱۰ مارس ۱۹۸۴) بازیکن فوتبال است.
از باشگاه‌هایی که در آن بازی کرده‌است می‌توان به باشگاه فوتبال مسینا اشاره کرد.